# Archytas pilosus
Archytas pilosus là một loài ruồi trong họ Tachinidae.